# Rue de l'Arche-Pépin
La rue de l'Arche-Pépin est une ancienne rue de Paris, disparue lors de l'élargissement du quai de la Mégisserie qui était située dans l'ancien 4e arrondissement de Paris.

## Situation
Cette rue qui était située quartier du Louvre, dans l'ancien 4e arrondissement de Paris, à proximité du Grand Châtelet, commençait au bord de la Seine en passant sous le quai de la Mégisserie, aux nos 18 à 24, et finissait aux 27-29, rue Saint-Germain-l'Auxerrois,,.

## Origine du nom
Cette dénomination résulte d'une altération de « Popin » en « Pépin ». Les Popin étaient une famille très connue au XIIIe siècle, qui possédait un fief, le fief de Popin, en cet endroit. Jean Popin fut prévôt des marchands de Paris, de 1293 à 1296, sous Philippe le Bel.

## Historique
Vers 1170, la ville de Paris fait l'acquisition d'une petite grève qui appartenait au prieuré de Haute-Bruyères, dépendance de l'abbaye Notre-Dame de Fontevraud, maison-mère de l' ordre de Fontevraud, afin d'y établir un port. En contrepartie, l’abbaye devait recevoir une part du trafic (sel et harengs). Le port, appelé « port Popin », puis « Pépin », est finalement transformé en abreuvoir.
Le quai de la Saunerie (actuel quai de la Mégisserie) est aménagé en 1369 entrainant la construction d'une arche.
Elle est citée dans un manuscrit de l'abbaye Sainte-Geneviève de 1450 sous le nom de « rue Popin ».
Tous les anciens titres la nomment sous les noms de « rue de l'Abreuvoir », « rue de l'Abreuvoir-Popin », « rue de l'Abreuvoir-Paupin » ou « rue de l'Arche-Popin ».
Elle est citée sous le nom de « rue de l'Abrevoir Popin » dans un manuscrit de 1636. 
En 1702, la rue, qui fait partie du quartier Sainte-Opportune, comporte 1 maison.
Elle apparait sur les plans de 1760 et 1771 de Didier Robert de Vaugondy et sur le plan de Turgot sous le nom de « rue d'Abbrevoir Pepin » ou « abrevoir Pepin ».
Une décision ministérielle du 24 frimaire an XI (15 décembre 1802) fixe la largeur de la rue à 7 m. Une ordonnance du 16 août 1836 porte la largeur de la rue à 12 m. Elle autorise également l'acquisition de la maison située sur l'arche Pépin afin de permettre un accès au quai de la Mégisserie.
Dans les cadres des transformations de Paris sous le Second Empire, la rue est supprimée en 1860, lors  de la construction du théâtre du Châtelet,.

Le quartier du Châtelet
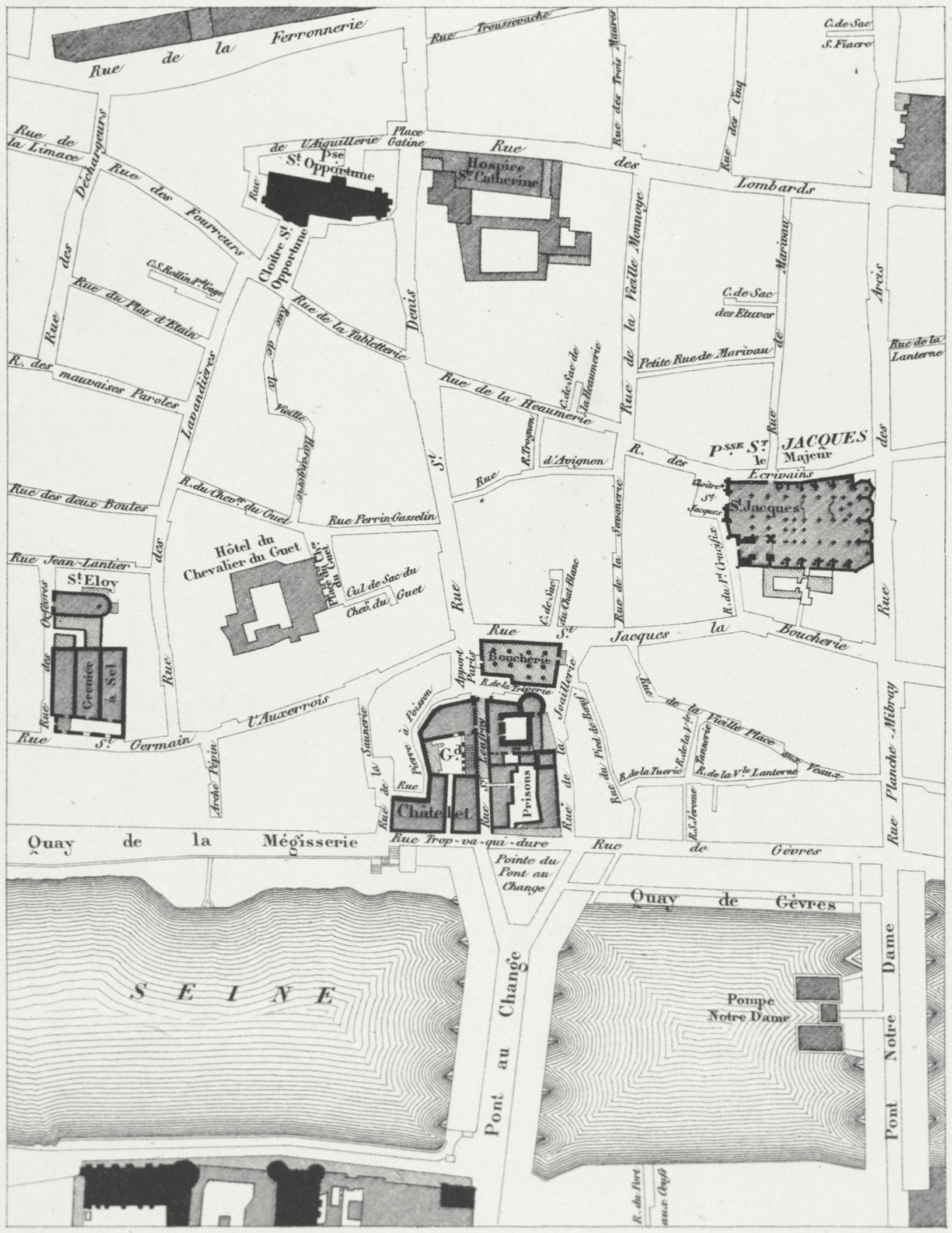
En 1750.
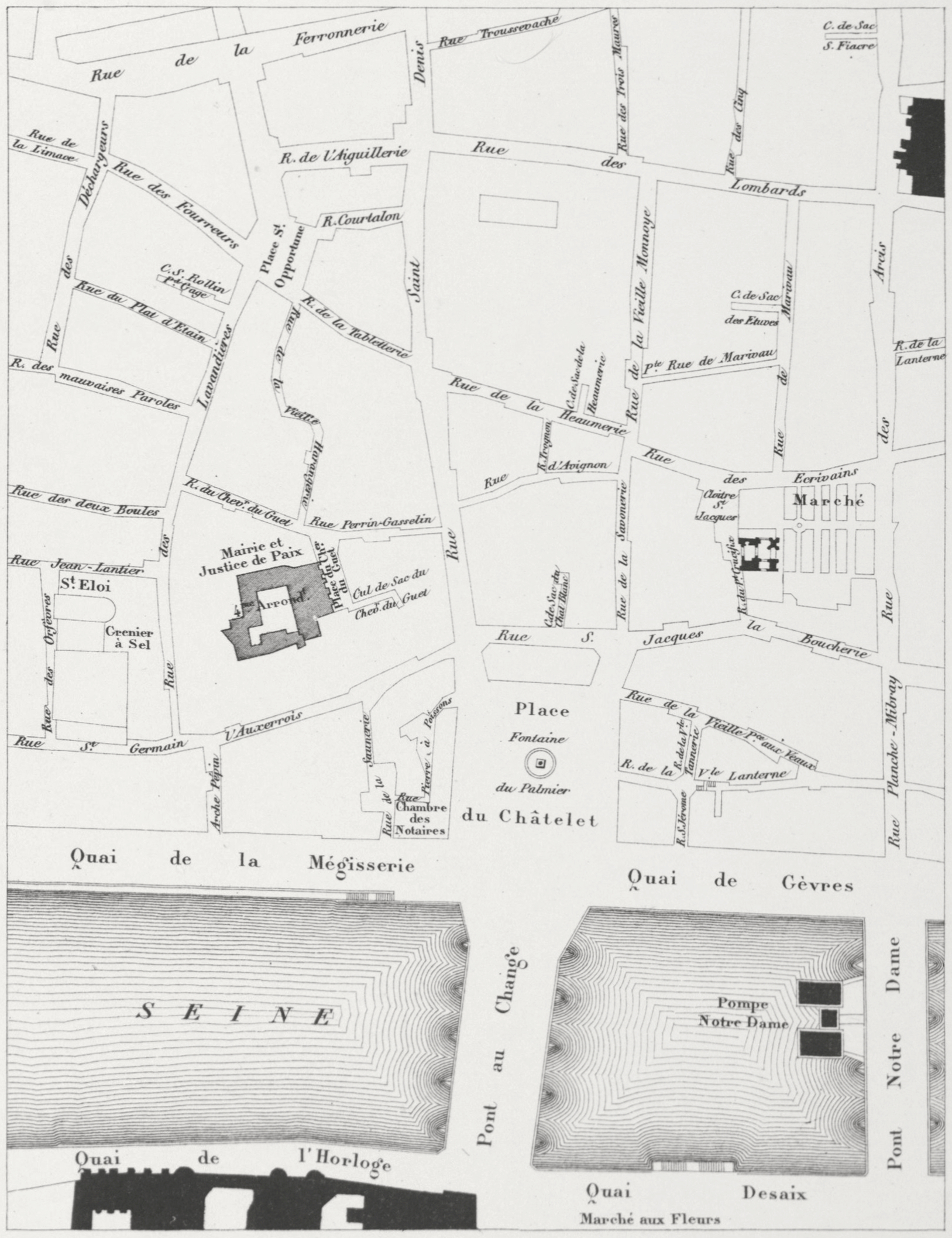
En 1836.